# Politický systém Slovenska
Slovenská republika je parlamentní republika a unitární stát.

## Moc zákonodárná
Moc zákonodárná náleží Národní radě Slovenské republiky (slovensky Národná rada Slovenskej republiky). Národní rada je jednokomorová a má 150 poslanců volených na 4 roky poměrným systémem.

## Moc výkonná

### Prezident
Hlavou Slovenské republiky je prezident. Je volený na 5 let většinovým systémem.

### Vláda
Vláda Slovenské republiky (slovensky Vláda Slovenskej republiky) je nejvyšším orgánem výkonné moci. Předsedu vlády jmenuje a odvolává prezident. Ostatní členy vlády jmenuje prezident na návrh předsedy vlády. Vláda je zodpovědná Národní radě, která jí může vyslovit nedůvěru.